# Prečani
 Ovo je glavno značenje pojma Prečani. Za naselje u općini Trnovo (FBiH), BiH pogledajte Prečani (Trnovo FBiH, BiH).
Prečani, "(od) preko", je naziv za Srbe koji žive izvan Srbije i Crne Gore, tj. u Hrvatskoj i Bosni i Hercegovini. Koristio se od XIX. st. Bili su značajan politički čimbenik u doba Austrougarske i Prve Jugoslavije. 
Od 1905. do 1918. stranke Srba prečana surađuju s Hrvatskom strankom prava i drugima u Hrvatsko-srpskoj koaliciji. Nakon stvaranja Kraljevine SHS, politički vođa prečana Svetozar Pribićević djeluje u službi beogradskog centralističkog i despotskog režima protiv hrvatskih "separatističkih" zahtjeva. On je član Demokratske stranke, a prečani glasuju također za radikale i druge stranke sa sjedištem u Beogradu. 
Međutim, godine 1926. on drastično mijenja političku orijentaciju, zaključivši da je služba Beogradu i konflikt s Hrvatima štetan za prečane. Osniva Samostalnu demokratsku stranku i sljedeće godine sklapa koaliciju s Radićevom Hrvatskom seljačkom strankom. Ova Seljačko-demokratska koalicija (SDK) održala se sve do 1941. i privlačila glasove većine Srba u Hrvatskoj.
Nasuprot SDK, dok srbijanske stranke privlače malo prečanskih glasova, nakon Šestosiječanjske diktature pojavljuju se ORJUNA, četničke i druge velikosrpske organizacije.
U doba Travanjskog rata 1941. aktivne su manje četničke grupe. Na teritoriju koji je pripao Nezavisnoj državi Hrvatskoj bilo je 1,8 mil. Srba, tj. 26 posto stanovništva. U otporu NDH i ustaškom teroru većina prilazi partizanima (vidi članak Narodnooslobodilački pokret u Hrvatskoj), a manji dio četnicima (Vidi članke Srbi u NDH i Četnici u NDH).